# Jaime Johnstone, 1.º Conde de Hartfell
Jaime Johnstone, 1.º Conde de Hartfell (1602 - abril de 1653)  foi um nobre escocês e monarquista.

## Carreira
Na coroação do rei Carlos I de Inglaterra em 20 de junho de 1633, Johnstone foi elevado a nobreza da Escócia como Lorde Johnstone de Lochwood.  A partir de 1637, ele representou o Covenanter na corte e no ano seguinte, ele participou da Assembleia Geral em Glasgow. Johnstone levantou um regimento na Segunda Guerra dos Bispos em 1640, mas não se envolveu nas lutas. Em 8 de março de 1643, ele foi ainda homenageado com os títulos de Lord Johnston de Lochwood, Moffatdale e Evandale e Conde de Hartfell. Johnstone apoiou o rei na Guerra Civil Inglesa e foi preso no Castelo de Edimburgo pelo Comitê de Estates em 1644. Tendo sido libertado em março do ano seguinte, ele lutou na Batalha de Kilsyth e foi capturado em novembro, depois da Batalha de Philiphaugh. Embora tenha sido condenado à morte em St Andrews, Johnstone mais tarde recebeu o perdão. Em 1648, quando os Engagers assinaram um tratado com o rei, ele foi preso preventivamente.

## Família
Em 29 de novembro de 1622, se casou primeiramente com Margarida Douglas, filha mais velha de Guilherme Douglas, primeiro conde de Queensberry. Depois de sua morte em 1640, Johnstone se casou novamente, Isabel, filha de Samuel Johnston, 1.º Baronete, em 6 de março de 1643. Ela morreu poucos anos depois e em 25 de fevereiro de 1647 ele se casou finalmente com Margarida Hamilton, terceira filha de Tomás Hamilton, 1.º Conde de Haddington na Abadia de Holyrood em Edimburgo. Johnstone teve seis filhos com sua primeira mulher, quatro filhas e dois filhos. Ele morreu em Londres em 1653 e foi sucedido em seus títulos por seu filho mais velho Guilherme Johnstone, 1.º Marquês de Annandale.